# Cryptolabis nebulicincta
Cryptolabis nebulicincta är en tvåvingeart som beskrevs av Alexander 1941. Cryptolabis nebulicincta ingår i släktet Cryptolabis och familjen småharkrankar.
Artens utbredningsområde är Venezuela. Inga underarter finns listade i Catalogue of Life.